# Rio Carinhanha
Rio Carinhanha är ett vattendrag i Brasilien. Det ligger i den östra delen av landet, 500 km öster om huvudstaden Brasília.
Omgivningarna runt Rio Carinhanha är en mosaik av jordbruksmark och naturlig växtlighet. Runt Rio Carinhanha är det glesbefolkat, med 17 invånare per kvadratkilometer.